# زبان خینالیقی
زبان خینالیقی یکی از زبان‌های قفقازی شمال شرقی است که توسط ۱٬۵۰۰ گویشور در روستاهای خینالیق و گلستان در کوه‌های رایون قوبا در شمال جمهوری آذربایجان به کار می‌رود. این زبان شاخه مستقلی را در خانواده زبان‌های قفقازی شمال شرقی تشکیل می‌دهد. 
زبان خینالیقی در اطلس زبان‌های در خطر یونسکو به عنوان یک زبان شدیداً در حال انقراض معرفی شده است.

## پیش‌زمینه
زبان خینالوغ (یا kat’idi mic’ به معنای «زبان مردم خینالوغ»، kat’id’) احتمالاً کم‌شناخته‌ترین زبان در میان خانواده زبان‌های قفقازی شرقی است. این زبان توسط حدود ۱۵۰۰ نفر از ۲۱۰۰ نفر ساکن روستای خینالوغ (Käts ~ Ketš) صحبت می‌شود. خینالوغ در ارتفاع ۲۱۰۰ متری از سطح دریا در بخش غربی رشته‌کوه شاه‌داغ در شمال جمهوری آذربایجان قرار دارد که در حدود ۶۰ کیلومتری جنوب‌غربی شهر قوبا، مرکز منطقه‌ای، واقع شده است.
علاوه بر این، یک گروه کوچک از مردم خینالوغ در دامدام، نزدیکی اوغوز (نام پیشین: وارتاشن) در شمال‌غرب جمهوری آذربایجان زندگی می‌کنند. این جمعیت از حدود ده خانواده‌ای تشکیل شده است که در سال ۱۹۴۰ به دامدام مهاجرت کردند. در دهه ۱۹۶۰، برنامه‌هایی برای مجبور کردن ساکنان خینالوغ به ترک روستای خود و انتقال به دشت‌های مجاور مطرح شد، اما این طرح‌ها به دلیل مقاومت شدید مردم خینالوغ شکست خورد.
روستای خینالوغ دورافتاده و سخت‌گذر است، با این حال در سال ۱۹۷۰ جاده‌ای ساخته شد که این روستا را به مرکز منطقه‌ای متصل کرد. اما این جاده به‌سرعت به وضعیت بدی افتاد، به‌گونه‌ای که گرایش به انزوا و دورافتادگی روستا مجدداً افزایش یافت.
این روستا که در کنار رودخانه خانچال بولاخ (حدود یک کیلومتری خینالوغ) قرار دارد، به شش محله (mähllä) تقسیم شده است:
مال‌کلا (بخش مرکزی)،
کِم‌کی (بخش پایین‌تر)،
گاداغای و هم‌کی (بخش‌های بالاتر)،
تپه (بالاترین بخش)،
انزیر (بخشی عمدتاً کشاورزی).

این تقسیم‌بندی تا حد زیادی بر اساس سازمان قبیله‌ای ساکنان روستاست.
در خینالوغ، دو مدرسه آذری وجود دارد، اما در هیچ‌یک از آن‌ها زبان خینالوغ تدریس نمی‌شود.
زبان آذری در این منطقه به‌عنوان زبان استاندارد ارتباطات بین‌منطقه‌ای و رسمی عمل می‌کند، در حالی که زبان خینالوغ عمدتاً در ارتباطات روزمره مورد استفاده قرار می‌گیرد و از جایگاه اجتماعی پایینی برخوردار است.
اخیراً، یک مرکز فرهنگی خینالوغ تأسیس شده است و اولین کتاب مقدماتی زبان خینالوغ که توسط معلم فقید، رحیم آلخاز نوشته شده بود، منتشر شد. همچنین مجموعه‌ای از اشعار و داستان‌های او به زبان آذری، همراه با ترجمه خینالوغی آن‌ها، به چاپ رسید.
برخی از مردم خینالوغ از این زبان در مکاتبات خصوصی نیز استفاده می‌کنند، اما هنوز یک سیستم استاندارد و پذیرفته‌شده برای نوشتار این زبان وجود ندارد.
آگاهی فزاینده مردم خینالوغ نسبت به زبان خود، ارتباط مستقیمی با گرایش کلی جمهوری آذربایجان برای پیوند دادن تاریخ این کشور به «آلبانیای قفقاز» دارد. آلبانیای قفقاز یک پادشاهی مسیحی باستانی در مرکز و شمال جمهوری آذربایجان امروزی بود. حتی شایعاتی درباره یک «سنگ مقدس» که حدود ۵۰۰ متر از خینالوغ فاصله دارد، وجود دارد که گفته می‌شود بخشی از یک مکان مقدس بوده است.